# Suoppaoaivi
Suoppaoaivi är en kulle i Finland.   Den ligger i den ekonomiska regionen Norra Lappland och landskapet Lappland, i den norra delen av landet, 1 000 km norr om huvudstaden Helsingfors. Toppen på Suoppaoaivi är 422 meter över havet.
Terrängen runt Suoppaoaivi är platt åt sydost, men åt nordväst är den kuperad.  Trakten runt Suoppaoaivi är nära nog obefolkad, med mindre än två invånare per kvadratkilometer. Det finns inga samhällen i närheten. Omgivningarna runt Suoppaoaivi är i huvudsak ett öppet busklandskap.